# Тарабрін Олександр Юрійович
Олександр Юрійович Тарабрін нар. 28 січня 1973, Сімферополь) — український футболіст, що грав на позиції півзахисника. Відомий за виступами у складі сімферопольської «Таврії» у вищій українській лізі та у складі клубу «Конструкторул» у вищому дивізіоні Молдови.

## Клубна кар'єра
Олександр Тарабрін розпочав виступи в професійних клубах ще в 1991 році, коли він зіграв кубковий матч у складі сімферопольської «Таврії» проти вінницької «Ниви». З 1993 року футболіст грав у складі команди спочатку третьої, а пізніше другої ліги під назвами «Фрунзенець», а пізніше «Динамо» з Сак, де був одним із основних гравців та кращих бомбардирів. На початку 1996 року Тарабріна запросили знову до складу «Таврії», де він за півроку зіграв 7 матчів. Паралельно Олександр Тарабрін грав за футзальний клуб з Євпаторії — «ВОМВ-Газ». На початку сезону 1996—1997 років футболіст отримав запрошення від молдовського клубу «Конструкторул», який вирішив посилитися перед стартом у Кубку Кубків. У складі молдовської команди Тарабрін у сезоні 1996—1997 років став чемпіоном країни. З початку сезону 1997—1998 років футболіст повернувся в Україну, де став гравцем команди першої ліги СК «Миколаїв». У складі команди Олександр Тарабрін став переможцем турніру першої ліги, після чого в професійних командах не грав.

## Досягнення
«Конструкторул»
- Національний дивізіон Молдови
  -  Чемпіон (1): 1996–1997

СК «Миколаїв»
- Перша ліга чемпіонату України
  -  Чемпіон (1): 1997–1998